# Gruissan
Gruissan är en kommun i departementet Aude i regionen Occitanien  i södra Frankrike. Kommunen ligger  i kantonen Coursan som ligger i arrondissementet Narbonne. År 2022 hade Gruissan 5 068 invånare. Gruissan är en  badort vid medelhavskusten. Närmaste större stad är Narbonne. Gruissan har tre stränder, Plage des Mateilles, Plage des Chalets och Plage des Ayguades. Plage des Chalets är framförallt känd som inspelningsplats för filmen Betty Blue.

## Befolkningsutveckling
Antalet invånare i kommunen Gruissan
Referens: INSEE